# Laurel, Batangas
Laurel là một đô thị cấp bốn ở tỉnh Batangas, Philippines. Theo điều tra dân số năm 2000, đô thị này có dân số 27,604 người trong 5.153 hộ.

## Barangays
Laurel, về mặt hành chính, được chia thành 21 khu phố (barangay).
| - As-Is - Balakilong - Berinayan - Bugaan Đ - Bugaan West - Buso-buso - Dayap Itaas - Gulod - Leviste - Molinete - Niyugan | - Paliparan - Barangay 1 (Pob.) - Barangay 2 (Pob.) - Barangay 3 (Pob.) - Barangay 4 (Pob.) - Barangay 5 (Pob.) - San Gabriel - San Gregorio - Santa Maria - Ticub |